# Bernardo Campos Morante
Bernardo Luis Campos Morante (Lima, 21 de agosto de 1955 - 15 de octubre de 2024) en vida fue un teólogo pentecostal, profesor de teología, investigador y escritor peruano. Tiene diferentes publicaciones sobre teología, pentecostalismo y ciencias de la religión.

## Biografía
Realizó su bachillerato en Teología en el Seminario Evangélico de Lima e hizo su licenciatura, Maestría y doctorado en Teología en el Instituto Superior Evangélico de Estudios Teológicos ISEDET en Buenos Aires. Estudió Filosofía en la Universidad Católica Argentina en Buenos Aires. Tiene una Maestría en Ciencias Sociales con especialidad en Ciencias de la Religión en la Universidad Nacional Mayor de San Marcos en Lima. Es doctor en Teología (ThD) por la Universidad Evangélica Nicaragüense Martin Luther King Jr. y profesor visitante en el Centro Cultural Mexicano (CCM, 1999, 2000, 2018) y en la Universidad Teológica del Caribe (UTC, Puerto Rico 2020-2021)

## Publicaciones
- 1997 - Poder para reinar: Modos y Motivaciones de Participación Política de los Evangélicos Durante el primer gobierno del Ing. Alberto Fujimori 1990-1995
- 1997 - La Tarea Hermenéutica (CEPS)
- 1998 - De la Reforma Protestante a la Pentecostalidad de la Iglesia (CLAI)
- 1999 - Pentecostalismo y Chamanismo (IPER)
- 2000 - Cultura, Género de identidad - Comité de Teología (CLAI)
- 2002 - Experiencia del Espíritu, claves para una interpretación del Pentecostalismo
- 2016 - El Principio Pentecostalidad, La Unidad en el Espíritu, Fundamento de la Paz. (Publicaciones Kerigma. Salem, Oregon)

## Artículos publicados en libros colectivos
- “Educación Cristiana y Cultura Andina”, en José Duque (Editor),  Una Sociedad en la que Quepan Todos. Encuentro de Teólogos Latinoamericanos. Medellín Colombia, 1997
- “El Influjo de las Huacas: La Espiritualidad Pentecostal en el Perú” en:  Tomás Gutiérrez (comp.) Protestantismo y Cultura en América Latina. Aportes y Proyecciones. Ecuador: CLAI, 1994
- Religión y Liberación del Pueblo. Lima, Perú: Opúsculos CEPS, 1989
- “Pentecostalism: A Latin American View”, en Hubert van Beeck (Editor), Consultation with Pentecostals in the Americas. San José, Costa Rica 4-8 June. Geneva, Suiza, 1996.
- “En la Fuerza del Espíritu: Pentecostalismo, Teología y Ética Social”, en: Benjamín Gutiérrez (Editor), En la Fuerza del Espíritu: Los pentecostales en América Latina, Un desafío a las Iglesias Históricas. Guatemala: Fondo de Cultura Editorial, 1995 [Traducida al inglés y al portugués, 1997]
- “El Pentecostalismo y los Nuevos Actores Religiosos. Cuestiones para una investigación”, Revista Caminos. CEPS, 1997
- “El Quehacer Teológico Pentecostal y el Proceso de su Producción Simbólica”, en Carmelo Álvarez (Editor) Pentecostalismo y Liberación. San José, Costa Rica: DEI, 1992

## Ensayos y monografías publicados
- Identidad y Función de los Pentecostalismos en los Procesos de Cambio Social. (Traduced to Ingles by Dorothy Quijada:  “Identity And Function Of Pentecostalism In The Processes Of Social Change: Principal hypotheses that explain the appearance, insertion, presence and expansion of Pentecostalism in Latin American”) .1998
- Responsabilidad Social de la Iglesia. Teorías y Propuestas. Lima Perú. 1999.
- “Situación y Perspectivas de la Educación Teológica en el Perú”. (Traducido al Alemán por Hugo Rotrisberger) Misión de Basilea, Suiza, 1993
- La Violencia en una Perspectiva Bíblica y Teológica. Lima, Perú: COPES, 1994
- Educación Teológica y Crecimiento de la Iglesia Lima, Perú: IPER, 1994
- Hacia Una División Del Trabajo Religioso: La Función de las "Iglesias" y de las Disidencias Religiosas" en la Sociedad. Lima, Perú: IPER, 1994
- Pentecostalismo y Poder Político En El Perú. Lima, Perú: IPER, 1996
- El pentecostalismo y los Nuevos Actores Religiosos: Cuestiones para una investigación
- Éxtasis Chamánico y Éxtasis Pentecostal: Un Análisis Comparativo A la luz de la Fenomenología de Mircea Eliade, en SIER, La Religión en el Perú. Pontificia Universidad Católica del Perú. Lima, Perú: 2001
- Fenomenología del Culto Pentecostal. 1995
- Liderazgo y Administración del Poder en las Comunidades Pentecostales Tradicionales. 1996
- El diálogo ínter confesional en el marco de la Libertad Religiosa. 1996
- De la Experiencia a la Teología Pentecostal. 1999
- Teología y Otra Modernidad. 1998
- Qué es una Secta.  Una perspectiva Teológica. 1997
- Hacia una Hermenéutica del Espíritu. Una reinterpretación del “Sensus Plenior” desde la pentecostalidad. 2004
- Visión de Reino: El Movimiento Apostólico y Profético en el Perú. Apreciación Fenomenológica de un Movimiento de Restauración y Reforma. 2009
- La Madurez del Hermano Menor: Los Otros Rostros del Pentecostalismo Latinoamericano. Apuntes sobre el Sujeto de la Producción Teológica Pentecostal (RELEP). 2011